# Одобеаска (Телеорман)
Одобеаска (рум. Odobeasca) насеље је у Румунији у округу Телеорман у општини Дракшенеј. Oпштина се налази на надморској висини од 103 m.

## Становништво
Према подацима из 2002. године у насељу је живело 458 становника.

### Попис2002.
| Расподела становништва по националности 2002.‍ | Расподела становништва по националности 2002.‍ | Расподела становништва по националности 2002.‍ | Расподела становништва по националности 2002.‍ | Расподела становништва по националности 2002.‍ |
| --------------------------------------------- | --------------------------------------------- | --------------------------------------------- | --------------------------------------------- | --------------------------------------------- |
|                                               |                                               |                                               |                                               |                                               |
| Румуни                                        | Румуни                                        |                                               | 374                                           | 81,7%                                         |
| Роми                                          | Роми                                          |                                               | 84                                            | 18,3%                                         |